# Bathyclarias
Bathyclarias és un gènere de peixos de la família dels clàrids i de l'ordre dels siluriformes.

## Taxonomia
- Bathyclarias atribranchus (Greenwood, 1961)
- Bathyclarias euryodon (Jackson, 1959)
- Bathyclarias filicibarbis (Jackson, 1959)
- Bathyclarias foveolatus (Jackson, 1955)
- Bathyclarias gigas (Jackson, 1959)
- Bathyclarias ilesi (Jackson, 1959)
- Bathyclarias jacksoni (Greenwood, 1961)
- Bathyclarias longibarbis (Worthington, 1933)
- Bathyclarias loweae (Jackson, 1959)
- Bathyclarias nyasensis (Worthington, 1933)
- Bathyclarias rotundifrons (Jackson, 1959)
- Bathyclarias worthingtoni (Jackson, 1959)[4][5][6][7][8][9][10]